# Публічно-приватне партнерство
Публі́чно-прива́тне партне́рство (ППП) означає урядову службу або приватне підприємство, що фінансується та діє через партнерство між урядом та одним або декількома приватними підприємствами. Такі схемі деколи називають ППП або П3 («пі три»).
Деколи уряд використовує податкові стягнення для накопичення інвестиційного капіталу, при умові спільного ведення бізнесу разом з приватним сектором або за контрактом. В інших випадках, інвестиційний капітал створюється приватним сектором силою контракту з урядом на надання погоджених послуг. Уряд також може вкладати кошти у інвестиційний капітал.
Зазвичай, консорціум приватного сектору формує спеціальну компанію під назвою «засіб спеціального призначення» (ЗСП/SPV) для розбудови та примноження основних засобів. Консорціум зазвичай створюється з будівельної компанії, забезпечувальної компанії та банківського кредитора. В свою чергу ЗСП підписує контракт з урядом та підрядчиками про будівництво об'єкта та його утримання. Типовим прикладом ППП може бути лікарня, будівництво якої фінансується та виконується приватною компанією, після чого орендується владою, що відповідає за медицину. В цьому разі приватна компанія діє як орендодавець, забезпечуючи утримання об'єкта та інші не медичні послуги, а лікарня по своїй суті надає медичні послуги.

## Реалізація ППП проектів
При підготовці та реалізації проектів ППП в інфраструктурному секторі важливо враховувати пріоритети місцевої влади щодо економіки та напрямків розвитку. Ключові фактори включають інституційну підтримку розвитку державно-приватного партнерства (наявність законодавчої бази, політики та галузевих стратегій), спроможність органів місцевого самоврядування (досвід участі в моделях ППП), комунікаційну готовність (організаційні заходи, внутрішня взаємодія, схвалення). процеси), а також наявні ресурси (технології, кваліфікований персонал, консультанти та фінансування).

## Статистика
Досвід як економічно розвинутих країн, так і країн, що розвиваються та вирішують складні завдання з відбудови національної економіки в несприятливих умовах, переконливо доводить, що проєкти у сфері ППП дозволяють у стислі строки залучити приватний капітал в інфраструктурні проєкті та забезпечити стрімке економічне зростання навіть за відсутності значних державних вкладень.
У 2017 році в Європі в проєкти ППП було залучено 14,4 млрд євро (в 2016 р. — 11,8 млрд євро).
За останні роки (починаючи з 2001 року) Туреччина практично в чотири рази збільшила розмір ВВП. В значній мірі це відбувається за рахунок використання механізмів ППП. Станом на листопад 2017 року було залучено 131,4 млрд доларів США інвестицій в 221 проєкт ППП. Основними секторами інвестування стали: енергетика (83 проєкти), дороги та дорожня інфраструктура (41 проєкт), порти та портова інфраструктура (39 проєтів), аеропорти (18 проєктів), охорона здоров'я (21 проєкт), культура і туризм (1 проєкт), залізниці (1 проєкт), водопостачання (15 проєктів) та промисловість (2 проєкти). Використання механізмів ППП може корінним чином змінювати цілі галузі — в Туреччині зараз функціонує більш 50 аеропортів (у тому числі, 23 міжнародні), при цьому доля приватних інвестицій в галузь складає 90 %. Крім того, наразі здійснюється будівництво близько 5 аеропортів, серед яких і реалізація проєкту «Будівництво нового аеропорту в Стамбулі», загальна вартість якого складає близько 36 млрд євро.

## Публічно-приватне партнерство у США та ЄС
Єдиний європейський ринок держзамовлень було створено 1993 р. як частину загального економічного простору країн ЄС. Офіційною є електронна база даних Щоденний електронний тендер (TED). База даних TED випускається на компакт-дисках і доступна через Інтернет. Вона щодня поповнюється 500-750 новими оголошеннями і містить деякі відомості про укладені контракти.
Частка державного споживання федерального уряду, штатів та місцевих органів сягає третини ВВП США . В 1974 г. Конгресом США створеноУправління федеральною політикою державного замовлення
в структурі Адміністративно-бюджетного управління при президенті США  В 2003 році доступ до Федерального банка данихстав повністю комп'ютеризованим.

## Публічно-приватне партнерство в Україні
Різновидом публічно-приватного партнерства в Україні є Державно-приватне партнерство (ДПП)—система відносин між державним та приватним партнерами, при реалізації яких ресурси обох партнерів об'єднуються з відповідним розподілом ризиків, відповідальності та винагород (відшкодувань) між ними, для взаємовигідної співпраці на довгостроковій основі у створенні (відновленні) нових та/або модернізації (реконструкції) діючих об'єктів, які потребують залучення інвестицій, та користуванні (експлуатації) такими об'єктами.
ДПП визначено як співробітництво між державою Україна, Автономною Республікою Крим, територіальними громадами в особі відповідних органів державної влади та органів місцевого самоврядування (державними партнерами) та юридичними особами, крім державних та комунальних підприємств, або фізичними особами-підприємцями (приватними партнерами), що здійснюється на основі договору в порядку, встановленому цим Законом та іншими законодавчими актами. Згідно з Законом України «Про державно-приватне партнерство» від 1 липня 2010 року № 2404-VI.
У більшості своїй дефініції ДПП окреслює наступне коло характеристик:
- середньо- або довгострокові відносини;
- відносини, засновані на загальних очікуваннях (прагненнях, цілях);
- у ці відносини може залучатися безліч партнерів;
- поділ ризиків, доходів і ресурсів між сторонами;
- метою є досягнення матеріальних результатів і надання послуг в публічних інтересах і на постійно вдосконалюваній основі.

Переваги від використання інструментів ДПП наступні:
- підвищення якості надаваних населенню послуг, віднесених до компетенції держави;
- втілення в життя великих інфраструктурних проектів, які не змогли б бути реалізовані в найближчому досяжному майбутньому з тих чи інших підстав;
- допомога у найбільш вигідній реалізації і розвитку об'єктів державного майна;
- зменшення податкового тягаря, надання пільг та преференцій для бізнесу;
- збереження державного контролю над активами, сприяння появі можливості успішно використовувати досвід, навички та професіоналізм приватного бізнесу;
- створення сприятливого середовища для появи різного роду форм новаторства та інновацій;
- активізація бізнес-процесів у суспільстві, стимулювання підприємницького мислення в галузі пошуку нових і перспективних методів взаємодії;
- сприяння впровадженню передових принципів управління в органах державної і муніципальної влади;
- сприяння розвитку діалогу між владою і бізнесом у всіляких сферах.

## Див також
- Державно-приватне партнерство в Україні
- Конверсія озброєнь